# Warleson
Warleson Steillon Lisboa Oliveira (Cuiabá, 31 agosto 1996) è un calciatore brasiliano, portiere del Cercle Bruges.

## Carriera
Warleson è cresciuto nel settore giovanile dell'Athl. Paranaense, ed ha debuttato nel calcio professionistico con la maglia del Sampaio Corrêa nel 2018, dove giocava in prestito.
Nel 2020, svincolato, è stato acquistato dal Cercle Bruges.

## Statistiche

### Presenze e reti nei club
Statistiche aggiornate al 15 marzo 2024.
| Stagione        | Squadra         | Campionato      | Campionato | Campionato | Coppe nazionali | Coppe nazionali | Coppe nazionali | Coppe continentali | Coppe continentali | Coppe continentali | Altre coppe | Altre coppe | Altre coppe | Totale | Totale | Totale |
| Stagione        | Squadra         | Comp            | Pres       | Reti       | Comp            | Pres            | Reti            | Comp               | Pres               | Reti               | Comp        | Pres        | Reti        | Pres   | Reti   |        |
| --------------- | --------------- | --------------- | ---------- | ---------- | --------------- | --------------- | --------------- | ------------------ | ------------------ | ------------------ | ----------- | ----------- | ----------- | ------ | ------ | ------ |
| 2018            | Sampaio Corrêa  | PD/MA+B         | 0+1        | -1         | CB              | 0               | 0               |                    | -                  | -                  | CdN         | 0           | 0           | 1      | -1     |        |
| 2020-2021       | Cercle Bruges   | D1              | 3          | -7         | CB              | 0               | 0               |                    | -                  | -                  |             | -           | -           | 3      | -7     |        |
| 2021-2022       | Cercle Bruges   | D1              | 5          | -10        | CB              | 2               | -2              |                    | -                  | -                  |             | -           | -           | 7      | -12    |        |
| 2022-2023       | Cercle Bruges   | D1              | 7          | -9         | CB              | 2               | -3              |                    | -                  | -                  |             | -           | -           | 9      | -12    |        |
| 2023-2024       | Cercle Bruges   | D1              | 29         | -34        | CB              | 0               | 0               |                    | -                  | -                  |             | -           | -           | 29     | -34    |        |
| Totale carriera | Totale carriera | Totale carriera | 45         | -61        |                 | 4               | -5              |                    | -                  | -                  |             | 0           | 0           | 49     | -66    |        |